# December 1.
December 1. az év 335. (szökőévben 336.) napja a Gergely-naptár szerint. Az évből még 30 nap van hátra.
Névnapok: Elza + Arnó, Arnold, Arnót, Bianka, Blanka, Blondina, Bonita, Ében, Ede, Elígiusz, Enid, Erzsébet, Natali, Natália, Natasa, Noella, Oszkár, Uros

## Események
- 1565 – I. Miksa 20 ezer forint fejében zálogba adja a szentgotthárdi apátságot és a várat Széchy Margitnak, a kegyúri jogi viszony idővel teljesen megszűnik.
- 1630 – Lemond Bethlen István erdélyi fejedelem.
- 1640 – Portugália felszabadul a spanyol uralom alól.
- 1783 – Párizsban, a Tuileriák kertjében Charles és Robert fizikusok végrehajtják az első "emberes" ballon-repülést, hidrogénnel töltött léghajóval, Montgolfier jelenlétében.
- 1879 – Vörösmarty Mihály Csongor és Tünde c. színművének ősbemutatója. (Életében nem adták elő.)
- 1893 – Arany Dániel megalapítja a Középiskolai Matematikai Lapokat.
- 1906 – Budapesten megnyílik a Szépművészeti Múzeum.
- 1916 – Ferenc József bécsi temetéséről a hazautazókat szállító gyorsvonat herceghalomnál összeütközik egy személyvonattal. A 71 halálos áldozatot követelő baleset a legnagyobb magyar vasúti katasztrófa.
- 1918
  - Izland elnyeri függetlenségét Dániától.
  - A románok gyulafehérvári nagygyűlése, amelyen kinyilvánítják igényüket Erdély Romániához való csatolására.
- 1918 – Megalakul a Szerb–Horvát–Szlovén Királyság.
- 1923 − Budapesten megnyílik a Terézkörúti Színpad.
- 1925
  - A budapesti Rákóczi úton felavatják az első rádióstúdiót, s ezzel megkezdődik a Magyar Rádió rendszeres műsorsugárzása az 546 méteres középhullámon.
  - Londonban aláírják a locarnói egyezményt, Németország nyugati határainak garantálásáról és a nemzetközi döntőbíráskodásról.
- 1931 – a Szovjetunióban visszatérnek a Szovjet forradalmi naptárról a Gergely-naptárra.
- 1943 – A teheráni konferencia zárónapja: a három szövetséges vezető, Franklin D. Roosevelt amerikai elnök , Winston Churchill brit miniszterelnök és Joszif Visszarionovics Sztálin szovjet diktátor találkozója.
- 1944 – Bemutatják Bartók Béla Concerto zenekarra című művét.
- 1946 – Megjelenik az „Élet és Tudomány” c. folyóirat első száma az alapító, Szent-Györgyi Albert beköszöntőjével.
- 1949 – Magyarországon a minisztertanács elfogadja az első ötéves tervet.
- 1950 – Hatályba lép az Amerikai Államok Szervezetének alapító okirata.
- 1956
  - A „Nemzetőr” c. emigráns folyóirat megalapítása.
  - Mary Quant, brit divattervező bemutatja az első miniszoknyát.
- 1958 – A Közép-afrikai Köztársaság függetlenné válik Franciaországtól.
- 1959 – Washingtonban aláírják az Antarktisz-egyezményt.
- 1964 – Az ENSZ tagja lesz Malawi, Málta és Zambia
- 1971 – John Lennon és Yoko Ono lemeze, a Happy Xmas (War is Over) megjelenik Amerikában
- 1976 – Angola az Az ENSZ tagja lesz.
- 1989 – Mihail Gorbacsov és II. János Pál pápa találkozója a Vatikánban.
- 1990 – angol és francia munkások találkoznak egymással a Csatorna-alagút építésénél.
- 1991 – Ukrajna lakossága döntő többséggel a Szovjetuniótól való elszakadás mellett dönt.
- 1999 – Megnyílt a dubaji Burdzs al-Arab luxusszálloda.
- 2006 – Az ukrán parlament leváltja a Juscsenko-párti kül- és belügyminisztert, majd hónapokon át akadályozza új vezetők kinevezését.
- 2007
  - Yves Leterme kijelölt belga miniszterelnök visszaadja a kormányalakítási megbízását.
  - Balajti Lászlót helyezik a Nemzetbiztonsági Szakszolgálat élére. Az Információs Hivatal főigazgatójává a kormányfő Hetesy Zsoltot nevezi ki.
- 2014 – Hivatalba lép az Európai Tanács második elnöke, Donald Tusk, akit augusztus végi csúcstalálkozójukon választottak meg az Európai Unió állam-, és kormányfőit tömörítő uniós intézmény élére a tagállamok vezetői. (A korábbi lengyel kormányfő a belga Herman Van Rompuyt váltotta az intézmény élén.)[1]
- 2017 – Abe Sinzó miniszterelnök bejelentette, hogy Akihito, Japán 125. császára, 2019 áprilisában lemond a trónról és helyét Naruhito japán trónörökös veszi át.

## Születések
- 1081 – VI. Lajos francia király († 1137)
- 1743 – Martin Heinrich Klaproth német kémikus († 1817)
- 1757 – Bélik József szepesi megyés püspök († 1847)
- 1761 – Marie Tussaud (szül. Marie Grosholtz), elzászi származású francia viaszöntőnő, a londoni Madame Tussauds Panoptikum alapítója († 1850)
- 1785 – Döbrentei Gábor magyar író, műfordító, szerkesztő, az MTA tagja, titkára († 1851)
- 1792 – Nyikolaj Ivanovics Lobacsevszkij orosz matematikus († 1856)
- 1800 – Vörösmarty Mihály magyar író, költő, az MTA tagja († 1855)
- 1801 – Ann Preston amerikai kvéker orvosnő, egyetemi tanár, politikus († 1872)
- 1833 – Ștefan Nosievici román zeneszerző, († 1869)
- 1862 – Kégl Sándor orientalista, irodalomtörténész, a magyar iranisztika kiemelkedő alakja, az MTA tagja († 1920)
- 1864 – Carsten Egeberg Borchgrevink norvég természettudós, sarkkutató († 1934)
- 1866 – Széchényi Dénes diplomata († 1934)
- 1884 – Kocsis Pál magyar szőlőnemesítő († 1967)
- 1896 – Georgij Konsztantyinovics Zsukov marsall, szovjet katonai vezető, második világháborús hadvezér, honvédelmi miniszter († 1974)
- 1897 – Mészáros Ferenc természetgyógyász († 1972)
- 1898 – Kniezsa István nyelvtörténész, szlavista, a magyar névtani kutatások megújítója, az MTA tagja († 1965)
- 1901 – Fehér Ilona magyar-izraeli hegedűművész, zenepedagógus († 1988)
- 1905 – Kellér Dezső magyar író, humorista, dramaturg, konferanszié, érdemes és kiváló művész, a Vidám Színpad örökös tagja († 1986)
- 1908 – Korniss Dezső magyar festőművész († 1984)
- 1909 – Keszthelyi Zoltán József Attila-díjas magyar költő, műfordító († 1974)
- 1912 – Kovai Lőrinc magyar író, műfordító, újságíró, tanár († 1986)
- 1912 – Jamaszaki Minoru amerikai műépítész (World Trade Center, New York) († 1986)
- 1919 – Bánáthy Béla  magyar származású amerikai rendszertudós († 2003)
- 1923 – Szusza Ferenc magyar labdarúgó, edző († 2006)
- 1923 – Koós Gyula magyar fényképész mester, fotóművész, egyházi fotós, fotóriporter († 2005)
- 1929 – Alfred Moisiu albán politikus, 2002–2007 között Albánia köztársasági elnöke
- 1936 – Müller Péter Kossuth- és József Attila-díjas magyar író, dramaturg, forgatókönyvíró
- 1937 – Vaira Vīķe-Freiberga lett politikus, Lettország elnöke
- 1941 – Alker Imre magyar birkózó
- 1942 – Pályi András József Attila-díjas magyar író, műfordító
- 1943 – Király Jenő magyar filmesztéta († 2017)
- 1943 – Moldován Domokos magyar etnográfus, filmrendező († 2021)
- 1944 – John Densmore amerikai zenész
- 1945 – Bette Midler hawaii-i születésű amerikai színésznő, énekesnő, komika
- 1945 – Gömöri V. István magyar színész, rendező, zenész
- 1946 – Gilbert O’Sullivan ír énekes, zongorista
- 1948 – Guy Tunmer (Percival Guy Tunmer) dél-afrikai autóversenyző († 1999)
- 1949 – Pablo Escobar kolumbiai drogbáró († 1993)
- 1951 – Herpai Zoltán magyar grafikus, festőművész († 2011)
- 1951 – Treat Williams amerikai színész († 2023)
- 1951 – Tomanek Gábor magyar színész
- 1951 – Jaco Pastorius amerikai jazz basszusgitáros, zeneszerző († 1987)
- 1952 – Fábryné Dobai Ilona magyar építőipari technológus, országgyűlési képviselő (1980–1985)
- 1955 – Réti Szilvia magyar színésznő
- 1957 – Geréby György magyar filozófus, egyetemi tanár, docens az ELTE Antik és Középkori Filozófiatörténeti Tanszékén
- 1957 – Kovács Zoltán magyar politikus, Pápa polgármestere (1990–2011), országgyűlési képviselő
- 1958 – Charlene Tilton amerikai színésznő
- 1969 – Kállai Ernő történelem szakos tanár, jogász,
- 1974 – Molnár Tünde magyar költő
- 1977 – Brad Delson amerikai gitáros (Linkin Park)
- 1979 – Madaras Norbert kétszeres olimpiai bajnok magyar vízilabdázó
- 1981 – Szegedi Csaba magyar operaénekes
- 1987 – Szekeres Klára magyar kézilabdázó
- 1991 – Szun Jang kínai úszó
- 1992 – Gary Payton II amerikai kosárlabdázó
- 1992 – Szalay Bence magyar színművész
- 1994 – Slakta Balázs magyar labdarúgókapus

## Halálozások
- 1135 – I. Henrik angol király Normandiai-házból származó angol király (* 1068)
- 1521 – X. Leó pápa (* 1475)
- 1771 – Grassalkovich Antal királyi személynök, kamaraelnök, Mária Terézia királynő bizalmasa (* 1694)
- 1830 – VIII. Piusz pápa (* 1761)
- 1836 – Bajza József Ignác  magyar kanonok, szlovák író (* 1755)
- 1864 – Beniczky Emil magyar költő (* 1838)
- 1866 – Sir George Everest brit földmérő, ő fejezte be India geodéziai háromszögelését (* 1790)
- 1906 – Szini Péter magyar író, állami tanító (* 1860)
- 1916 – Thallóczy Lajos magyar történész (* 1857)
- 1916 – Szent Charles de Foucauld francia katolikus pap, szerzetes, hittérítő, mártír (* 1858)
- 1918 – Kaffka Margit írónő, költőnő (* 1880)
- 1934 – Szergej Mironovics Kirov (er. Kosztrikov), orosz kommunista forradalmár, szovjet politikus, az SZKP KB tagja (* 1886)
- 1945 – Kováts István szlovénül alkotó történész, író (* 1866)
- 1947 – Aleister Crowley a  legjelentősebb 20. századi brit okkultista, író, költő, hegymászó, hedonista, és  társadalomkritikus (* 1875)
- 1953 – Laczkó Géza magyar író, kritikus (* 1884)
- 1958 – Angyal István az 1956-os forradalom szabadságharcosa, a budapesti Tűzoltó utcai csoport vezetője (* 1928)
- 1960 – Ion Vasilescu román zeneszerző (* 1903)
- 1968 – Nicolae Bretan (Miklos) román- erdelyi zeneszerző és énekművész (* 1887)
- 1968 – Kovács Péter, sorozatgyilkos, a martfűi rém (* 1934)
- 1969 – Faragó Pál magyar  sakkfeladványszerző nemzetközi mester, olimpiai bajnok (* 1886)
- 1973 – Dávid Ben-Gúrión politikus, Izrael Állam első miniszterelnöke (* 1886)
- 1973 – Török Erzsi Kossuth-díjas magyar énekművész, érdemes művész (* 1912)
- 1974 – Zilahy Lajos  magyar író (* 1891)
- 1977 – Pintér Sándor a Magyar Rádió bemondója (* 1912)
- 1979 – Maszlay Lajos olimpiai bronzérmes, világbajnok vívó (* 1903)
- 1983 – Hubert Berchtold osztrák festőművész és grafikus (* 1922)
- 1990 – Sergio Corbucci olasz filmrendező (És megint dühbe jövünk, Kincs, ami nincs) (* 1927)
- 1992 – Rónai Pál brazíliai magyar műfordító, író, tanár (* 1907)
- 2001 – Danilo Donati	kétszeres Oscar-díjas olasz díszlet- és jelmeztervező, művészeti vezető (* 1926)
- 2001 – Gáspár Rezső magyar fizikus (* 1921)
- 2006 – Claude Jade francia színésznő (* 1948)

## Nemzeti ünnepek, emléknapok, világnapok
- Portugália: A függetlenség helyreállításának napja (Restauração da Independência) – 1640. december elsején lázadt fel Portugália (sikeresen) a spanyol-portugál perszonálunióból kiválásért
- A békéért bebörtönzöttek nemzetközi napja.

→Sablonvita:Ünnepek/12-01:
- AIDS elleni világnap[2]
- a magyar rádiózás napja (az 1925-ben indult folyamatos magyarországi rádiósugárzás évfordulóján[3]
- Románia és a Közép-afrikai Köztársaság nemzeti ünnepe[4]
- Kasztíliai Szent Blanka (kasztíliai származású francia királyné) emléknapja a katolikus egyházban[5]
- Szent Campion Ödön angol jezsuita pap, vértanú emléknapja a katolikus egyházban[6][7]